# Interligado
Interligado foi um programa de televisão brasileiro apresentado pela RedeTV! e idealizado pela TeleTV.

## História
Entrou no ar em 15 de novembro de 1999, no primeiro dia de transmissões da RedeTV!, sendo apresentado por Fernanda Lima como um programa de videoclipes.
Em 2000, Fernanda saiu da emissora, dando espaço à Fabiana Saba, quando definitivamente virou o Interligado Games. O programa passou a ser um game show, ficando no ar até 2003, trazendo uma agitada competição entre jovens com perguntas, desafios e prêmios.
Em 2009, o programa voltou ao ar, porém com formato CallTV e apresentado diariamente por Jaqueline Khury às tardes, e Tânia Oliveira nas madrugadas. No dia 26 de novembro, Jaqueline Khury  não apareceu nos estúdios da emissora para apresentar a atração, e a RedeTV! teve que improvisar, não exibindo a atração nesse dia. Daí em diante Tânia Oliveira e Luis Felipe começou a apresentar o programa às tardes, e Sabrina Vasconcellos assumiu o comando do programa nas madrugadas. Nos fins de semana, era apresentado por Vanessa Reis em todas as edições.